# 白背雙鋸魚
白背雙鋸魚，又名金線小丑魚、白背小丑魚、白背海葵魚、銀背小丑魚、銀線小丑魚，為輻鰭魚綱鱸形目隆頭魚亞目雀鯛科的其中一種。

## 分布
本魚分布於西太平洋區，包括琉球群島、臺灣、菲律賓、澳洲、印尼、索羅門群島等海域。

## 深度
水深3至20公尺。

## 特徵
本魚體側扁，口小。虹膜是亮黃色，體色為橘色，從吻部至背部延伸至尾柄有一鑲黑邊的白色縱紋橫貫魚體背部。背鰭硬棘9枚；軟條6至18枚；臀鰭硬棘2枚；軟條12枚。體長可達14公分。

## 生態
本魚主要生活在珊瑚礁區，具有嚴格的統治階級：雌魚最大，繁殖中的雄魚第二大，隨著等級下降，雄魚非繁殖者逐漸變小，如果唯一的繁殖雌魚死亡，繁殖的雄魚將變成雌性，而最大的非繁殖者將成為繁殖的雄魚，屬雜食性，以藻類和浮游生物為食。

## 經濟利用
為高經濟價值的觀賞魚。